# ستيبين فيتشيت
ستيبين فيتشيت (بالإنجليزية: Stepin Fetchit)‏ مواليد 30 مايو 1902 في كي ويست، الولايات المتحدة - الوفاة 19 نوفمبر 1985 في كاليفورنيا، الولايات المتحدة، هو ممثل أمريكي بدأ مسيرته الفنية سنة 1925. ظهر في قرابة 44 فيلما. امتدت مسيرته الفنية لأكثر من 51 عاما.

## الأعمال
- شو بوت
- شبح غالوبينغ

## روابط خارجية
- ستيبين فيتشيت على موقع IMDb (الإنجليزية)
- ستيبين فيتشيت على موقع ألو سيني (الفرنسية)
- ستيبين فيتشيت على موقع أول موفي (الإنجليزية)
- ستيبين فيتشيت على موقع قاعدة بيانات برودواي على الإنترنت (الإنجليزية)
- ستيبين فيتشيت على موقع قاعدة بيانات الأفلام السويدية (السويدية)
- ستيبين فيتشيت على موقع إن إن دي بي (الإنجليزية)
- ستيبين فيتشيت على موقع ديسكوغز (الإنجليزية)
- ستيبين فيتشيت على موقع قاعدة بيانات الفيلم (الإنجليزية)
- ستيبين فيتشيت على موقع كينوبويسك (الروسية)